# Parhippopsicon
Parhippopsicon är ett släkte av skalbaggar. Parhippopsicon ingår i familjen långhorningar.
Kladogram enligt Catalogue of Life:
| Parhippopsicon | \| \| Parhippopsicon albicans \| \| \| \| \| \| Parhippopsicon albosuturale \| \| \| \| \| \| Parhippopsicon albovittatum \| \| \| \| \| \| Parhippopsicon clarkei \| \| \| \| \| \| Parhippopsicon flavicans \| \| \| \| \| \| Parhippopsicon truncatipenne \| \| \| \| \| \| Parhippopsicon vittipenne \| \| \| \| |
|                | \| \| Parhippopsicon albicans \| \| \| \| \| \| Parhippopsicon albosuturale \| \| \| \| \| \| Parhippopsicon albovittatum \| \| \| \| \| \| Parhippopsicon clarkei \| \| \| \| \| \| Parhippopsicon flavicans \| \| \| \| \| \| Parhippopsicon truncatipenne \| \| \| \| \| \| Parhippopsicon vittipenne \| \| \| \| |
|                | Parhippopsicon albicans |
|                | |
|                | Parhippopsicon albosuturale |
|                | |
|                | Parhippopsicon albovittatum |
|                | |
|                | Parhippopsicon clarkei |
|                | |
|                | Parhippopsicon flavicans |
|                | |
|                | Parhippopsicon truncatipenne |
|                | |
|                | Parhippopsicon vittipenne |
|                | |